# Francesco di Simone Ferrucci
Francesco di Simone Ferrucci (Fiesole, 1437- Florence 1493) est un sculpteur italien fameux du XVe siècle appartenant à l'école florentine, influencé par Andrea del Verrocchio et aussi par Desiderio da Settignano, contemporain de Mino da Fiesole.

## Biographie
Francesco di Simone Ferrucci travailla en Émilie et fit connaître la décoration de goût toscan. Ce fut un portraitiste renommé.

## Œuvres
- Sepolcro di Barbara Manfredi à Forlì (1466), conservatoire de l'Abbazia di San Mercuriale de Forlì.
- Sepolcro Tartagni, à l'église San Domenico, à Bologne
- Madonna col bambino, au musée national du Bargello, à Florence
- Sculpture de 1488 à Santa Maria Bianca d'Ancarano
- Fonts baptismaux, Pieve di Santa Maria à Peretola, faubourg de Florence (1446)
- Adorazione dei Pastori, National Gallery of Art, Washington
- Plusieurs feuilles de ses études, au musée Condé de Chantilly
- Beaucoup de dessins qui lui sont attribués au musée du Louvre de Paris, département des Arts graphiques.
- Plusieurs dessins conservés au Cabinet des dessins[1] des Beaux-Arts de Paris[2].